# Les Cloches rouges, 2e partie : J'ai vu naître un nouveau monde
Série
Les Cloches rouges, 1re partie : le Mexique en flammes
(1982)
Pour plus de détails, voir Fiche technique et Distribution.
Les Cloches rouges, 2e partie : J'ai vu naître un nouveau monde (Красные колокола. Фильм 2. Я видел рождение нового мира) est un film historique soviéto-italo-mexicain de Sergueï Bondartchouk réalisé en 1982. Inspiré par le livre Dix jours qui ébranlèrent le monde de John Silas Reed, il relate les événements de la Révolution d'octobre 1917 à Petrograd sous l'œil d'un journaliste américain.

## Synopsis
L'auteur s'est efforcé de reconstituer avec un maximum d'authenticité le déroulement des événements historiques de 1917, depuis le retour de Lénine en Russie jusqu'à la révolution d'octobre. Des images à grande échelle de marches et de manifestations de masse, de congrès et de réunions bondés, de champs de bataille et de rues de la Petrograd révolutionnaire sont présentées à grands traits. Une scène montre la gare légendaire et le célèbre discours prononcé depuis la voiture blindée dans laquelle est arrivé Lénine. 
Une scène montre les manifestations journées de juillet 1917 de plusieurs milliers de personnes et la fusillade par les troupes du gouvernement provisoire. Une autre scène montre la destruction de l'imprimerie du journal Pravda, que Lénine venait de quitter. 
L'Affaire Kornilov, l'entraînement des gardes rouges sur la place, le discours d'Alexandre Kerenski au palais de Tauride, la réunion historique du comité central bolchevique sur le soulèvement armé, les couloirs de l'Institut Smolny et le palais d'Hiver - et partout, à la périphérie des événements, l'omniprésent journaliste américain John Reed, qui griffonne inlassablement dans son carnet les nouvelles de la scène historique.

## Fiche technique
- Titre français : Les Cloches rouges, 2e partie : J'ai vu naître un nouveau monde[1]
- Titre original : Красные колокола. Фильм 2. Я видел рождение нового мира (Krasnye kolokola. Film 2. Ia videl rojdenie novogo mira)
- Titre italien : I dieci giorni che sconvolsero il mondo
- Titre espagnol : Campanas rojas II: Rusia, 1917
- Réalisation : Sergueï Bondartchouk
- Photographie : Vadim Ioussov
- Musique : Gueorgui Sviridov
- Décors : Levan Shengeliya
- Pays de production :  Union soviétique,  Mexique,  Italie
- Langue originale : russe
- Format : couleurs - 1,37:1 - 35 mm
- Genre : Historique, drame, aventure et biographique
- Durée : 139 minutes
- Dates de sortie : 
  - Union soviétique : 18 octobre 1982
  - Italie : 28 avril 1983

## Distribution
- Franco Nero : John Reed
- Sydne Rome : Louise Bryant
- Olegár Pablo Fedóro : colonel Georges Polkovnikov
- Boris Nevzorov : Konstantin Eremeïev, membre du Soviet de Petrograd
- Ursula Andress : Mable George
- Anatoli Oustioujaninov : Lénine
- Bohdan Stoupka : Alexandre Kerenski
- Valeri Barinov : Nikolaï Podvoïski
- Mirdza Martinsone : Bessie Beatty, journaliste
- Irina Skobtseva : comtesse Panina
- Lev Dourov : Grigori Schreider
- Tengiz Daushvili : Staline

## Production
Poursuivant la tradition d'Eisenstein, Sergueï Bondartchouk tente de reconstituer les événements avec une méticulosité documentaire. À cette fin, il a délibérément confié les rôles principaux à des acteurs qui n'avaient pratiquement jamais été filmés auparavant et a montré des personnalités historiques « interdites » auparavant dans l'historiographie soviétique telles que Lev Kamenev, Grigori Zinoviev et Léon Trotski comme des personnages actifs de la révolution.
L'animateur russe de jeux télévisés Alexeï Blinov (ru) fait une apparition dans la scène de la prise d'assaut du Palais d'Hiver.
Le choix de l'interprète pour le rôle d'Alexandre Kerenski est resté longtemps en suspens, jusqu'à ce que les assistants recommandent au réalisateur Sergueï Bondartchouk l'acteur Bohdan Stoupka. Pour le procès, Stoupka prépare le discours de Kerenski à la tribune de la Douma d'État. Après la répétition, Bondartchouk emmena Stoupka dans le couloir et lui recommanda, en fumant une cigarette, de « se laisser aller inconsciemment », ce qui permit à la scène d'aboutir.